# Paranthura hasticauda
Paranthura hasticauda är en kräftdjursart som beskrevs av Nunomura 1974. Paranthura hasticauda ingår i släktet Paranthura och familjen Paranthuridae. Inga underarter finns listade i Catalogue of Life.